# Wilhelm Souchon
Wilhelm Anton Souchon (Leipzig, 2 de junio de 1864 - Bremen, 25 de mayo de 1946) fue un almirante alemán que sirvió en la Armada Imperial Alemana y en la Armada Otomana. Fue el comandante de la flota mediterránea de la Armada alemana durante la primera fase de la Primera Guerra Mundial y fue el responsable de las acciones, militares y diplomáticas, que contribuyeron sustancialmente a la entrada en guerra del Imperio otomano junto a los Imperios Centrales.

## Operaciones en el Mediterráneo
Al estallar las hostilidades entre el Imperio austrohúngaro y Serbia, en julio de 1914, el contralmirante Souchon criticó la situación de su escuadrón, compuesto por el SMS Goeben y el crucero ligero SMS Breslau, que corría el riesgo de quedar atrapado en el mar Adriático por las abrumadoras fuerzas de las marinas francesa y británica que, según Souchon, podrían lanzarse pronto al conflicto.
Así pues, dirigió su escuadrón al Mediterráneo occidental y al declararse la guerra con Francia, el 4 de agosto, bombardeó los puertos franco-argelinos de Bone y Philippeville.
Más tarde evadió el intento de persecución de la marina británica (suceso conocido como la persecución del Goeben y el Breslau), llegando a los Dardanelos el 10 de agosto. Después de dos días de conversaciones diplomáticas con las autoridades otomanas, se le permitió llegar a Constantinopla y los dos barcos pasaron bajo bandera otomana mientras permanecían bajo el mando de Souchon, que fue nombrado comandante supremo de la marina otomana, función que mantuvo hasta septiembre de 1917. Esta iniciativa tuvo un fuerte impacto en la opinión pública otomana, también porque siguió a la incautación, sin compensación, de dos acorazados turcos casi terminados casi terminados en construcción en astilleros británicos y financiados mediante suscripciones públicas.
Eran el Sultán Osman I y el Reşadiye, renombrados por los británicos como HMS Agincourt y HMS Erin. Tras las inescrupulosas iniciativas de Souchon, el 15 de agosto el Imperio otomano canceló el acuerdo marítimo con el Reino Unido y la misión militar británica del almirante Arthur Limpus se vio obligada a abandonar Constantinopla el 15 de septiembre. El estrecho de los Dardanelos fue fortificado con ayuda alemana, el Bósforo se puso bajo control otomano gracias a la presencia del SMS Goeben, renombrado como Yavuz Sultan Selim, que superaba en potencia y velocidad a las unidades rusas de la flota del Mar Negro (situación que se mantuvo hasta la botadura del Imperatritsa Mariya en 1915).
El 27 de septiembre, el estrecho se cerró al comercio internacional, aislando al Imperio ruso de sus aliados.

## Operaciones en el Mar Negro
El 29 de octubre, la escuadra de Souchon, que enarbolaba la bandera otomana, bombardeó los puertos rusos del Mar Negro de Sebastopol y Odessa y hundió el dragaminas Prut, en un evento conocido como la incursión del mar Negro. Casi al mismo tiempo, las unidades navales británicas atacaron a los buques mercantes turcos frente a Esmirna. El 2 de noviembre el Imperio ruso declaró la guerra al Imperio otomano, y Reino Unido le siguió el 5 de noviembre y el 12 de noviembre el Imperio otomano le declaró la guerra a la Triple Entente. Durante los tres años siguientes, Souchon se dedicó a reformar la marina otomana, mientras realizaba numerosas incursiones en las bases rusas del mar Negro. Ascendido a almirante adjunto, fue condecorado con la cruz de guerra Pour le Mérite el 29 de octubre de 1916. Al regresar a Alemania en septiembre de 1917, recibió el mando del Cuarto Escuadrón de la Hochseeflotte durante la Operación Albión. 

## Gobernador de Kiel
Al final de la guerra era el oficial al mando de la base naval de Kiel. Nombrado gobernador de la ciudad, se enfrentó a la insurrección de 3000 marineros y trabajadores que proclamaron la república de los sóviets el 3 de noviembre de 1918. Souchon ordenó a los oficiales cadetes que abrieran fuego contra los insurgentes, causando 8 víctimas. Murió en Bremen.
Su sobrino Hermann Souchon (1894-1982) fue uno de los asesinos de Rosa Luxemburgo.